# 庫希特西卡沃利亞
51°40′21″N 25°41′14″E / 51.67250°N 25.68722°E
庫希特西卡沃利亞（烏克蘭語：Кухітська Воля），是烏克蘭西北部的村莊，隸屬里夫內州的瓦拉什區。該村始建於1789年，面積31.7平方公里，海拔高度150米，2001年人口1,956，人口密度每平方公里61.7人。